# فلويد براون (عداء سريع)
فلويد براون (بالإنجليزية: Floyd Brown) هو عداء سريع جامايكي، ولد في 8 سبتمبر 1957.

## وصلات خارجية
- فلويد براون على موقع الاتحاد الدولي لألعاب القوى (الإنجليزية)